# Castlania
La castlania era el conjunt de béns o drets que depenien d'un castell i que havien de permetre el sosteniment del castlà i de la seua guarnició.
Als documents sovint es troba escrit aquest mot com a castellania, castlania, caslania o carlania.
Molt sovint la castlania era formada per unes terres situades dins el terme castral. De vegades, però, també podia ésser una quantitat en metàl·lic.